# 358 av. J.-C.
Cette page concerne l'année 358 av. J.-C. du calendrier julien proleptique.

## Événements
- Février/avril : fin du règne de Artaxerxès II Mnémon, Roi des rois achéménides. Son fils Artaxerxès III Ochos  lui succède[1] (fin en 338). Il fait assassiner ses frères pour régner et écrase impitoyablement les satrapes indociles (351 av. J.-C.).

- 4 mars (15 mars du calendrier romain) : début à Rome du consulat de Caius Fabius Ambustus et Caius Plautius Proculus. Plautius défait les Herniques, qui capitulent. Fabius, chargé de la guerre contre les Tarquiniens, est battu et 307 citoyens romains faits prisonniers sont massacrés[2]. Les Gaulois viennent camper sur les monts Albains. Le dictateur Caius Sulpicius Peticus remporte une victoire sur les Boïens dans la plaine de Préneste par sa stratégie des javelots[3].
  - Renouvellement du traité du fœdus cassianum[4] (traité de Spurius Cassius Vecellinus) qui fait de Rome une puissance distincte de la Ligue latine et traitant d’égal à égal avec elle, pour le commandement et le butin. Grâce à cet accord, Rome peut s’établir dans une partie du Pays volsque en y créant deux tribus nouvelles. Tibur réintègre la Ligue latine. Préneste, Nomentum, Pedum sont contraintes d’y accéder de 358 à 354[5].
- Printemps : Philippe II de Macédoine, qui a levé une nouvelle armée, remporte une grande victoire sur les Illyriens. Le roi des Dardaniens (Illyrie) Bardylis est tué et ses troupes sont massacrées dans la vallée de l'Erigon. La frontière avec l’Illyrie est repoussée au-delà du lac Lychnidos (lac d'Ohrid)[6]. En Haute-Macédoine, Philippe impose son autorité en éliminant les dynastes et en les obligeant à s’installer à Pella[7].
- Automne : Philippe II de Macédoine intervient en Thessalie à l’appel de Larissa, ennemie de Phères. Il épouse en troisièmes noces une princesse thessalienne, Philinna de Larissa, et réconcilie les deux cités[8].
- Hiver 358-357 av. J.-C. (date probable)[9] : Alexandre, tyran de Phères, est assassiné par sa propre femme Thébé et par ses beaux-frères Tisiphonus, Pithoiaus et Lycophron. L'ainé, Tisiphonus, s’empare du pouvoir[10].

- En Chine, le royaume de Wei fortifie la vallée de la Luo du nord au Shanxi, en 358 et 352 av. J.-C., et prolonge cette muraille jusqu’à la boucle des Ordos sur plus de 800 km[11].

- Athènes assiège vainement Amphipolis[7].

## Naissances
- Séleucos Ier, futur roi de Syrie (~305 - 281 av. J.-C.).
- Cassandre de Macédoine, futur roi de Macédoine (305 - 297 av. J.-C.).

## Décès en 358 av. J.-C.
- Artaxerxès II.
- Agésilas II, roi de Sparte, de retour d'une expédition en Égypte.
- Alexandre de Phères, tyran de la ville du même nom.